# 白坊主
白坊主（しろぼうず）は、日本各地に伝わる妖怪の一つ。一般には白い坊主姿の妖怪とされるが、地方によって様々な伝承がある。

## 各地の伝承

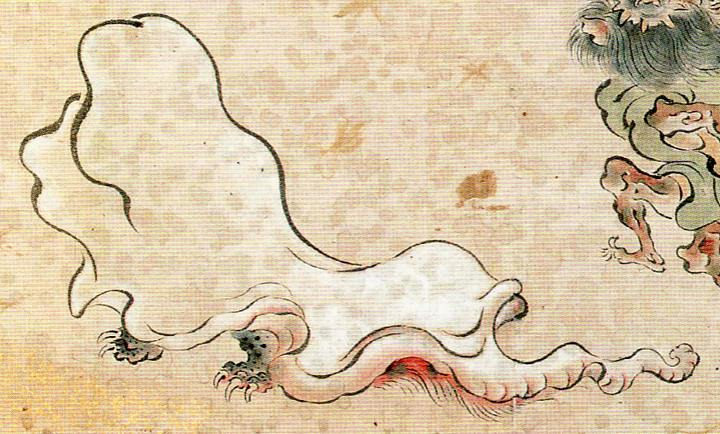
『百鬼ノ図』より、四肢を持つ白い布の妖怪

静岡県富士郡芝富村長貫（現・富士宮市）
その昔、どんどん焼きをしていると毎年のように、白鳥山から白坊主が「ほーい、ほーい」と呼ぶため、気味悪くなってこの行事をとりやめたという。白鳥山の南にある大鏡山からも白坊主が現れ、この白坊主を見た者には災難が訪れるともいわれる。
戦国時代のこの地には狼煙台があり、どんどん焼きは狼煙と見誤るために制限または禁止されたという説もあることから、白坊主とはこの狼煙台の守備兵を指しているとの解釈もある。
大阪府
南部では、夜道で人が出遭うといわれるのみで、それ以上の具体的な話は残されていない。タヌキが化けたものという説があるが、定かではない。
大阪の和泉では目・鼻・口・手足のはっきりしない、絣の着物を着た全身真っ白な坊主とも、風船のように大きくて丸い妖怪ともいい、いずれも人を脅かすだけで危害を与えることはない。キツネが化けたものともいうが、土地の古老によれば、この地方のキツネは藍染めの縞模様の着物を着て現れるため、キツネではないという。見越入道に類するものとする説もあるが、見越入道のように出遭った人間の前で背が伸びてゆくといった特徴は見られない。のっぺらぼうの一種とする説もある。
和歌山県伊都郡九度山町
九度山町の山の中に阿弥陀滝と呼ばれる滝で死んだ人の亡霊か、化け物の仕業という。
広島県安芸郡倉橋町（現・呉市）
カワウソが脚に継ぎ木をして2メートルもの大きさに化けて人を脅かすといい、これに出遭ったときは地上1メートルあたりを殴ると良いという。
熊本県天草郡本渡町（現・天草市）
本渡町の中央にあるクスノキの中に住み着いている白髪の老婆が白坊主の母親だといい、そのクスノキのそばを夜に通ると、老婆が白坊主の着物のための糸を紡ぐギーギーという音が聞こえたという。この木を切ったところ、真っ赤な血があふれ出したといわれる。

## 妖怪画
古典の妖怪絵巻のうち、百鬼夜行絵巻に類する『百鬼ノ図』（国際日本文化研究センター蔵）に、白い布から四肢が生えて歩くような、もしくは四肢を持つ動物が白い布をかぶっているような妖怪が描かれており、これが「白坊主」と呼ばれることがある。